# دروازه دامنه
یک دروازه دامنه (همچنین، بُرنده یا تقویت‌کننده برشی) مداری است که خروجی آن تنها بخشی از سیگنال ورودی است که بین دو مقدار سطح مرزی دامنه قراردارد.